# Bewaldeth and Snittlegarth
Bewaldeth and Snittlegarth är en civil parish i Cumbria i England. Orten har 40 invånare (2001).